# أحمد سلامة (لاعب كرة قدم)
أحمد سلامة مواليد 7 نوفمبر 1989، هو لاعب كرة قدم فلسطيني. يلعب كمدافع.

## المسيرة الاحترافية

### أندية لعب لها
- مركز شباب الأمعري

## روابط خارجية
- أحمد سلامة على موقع قاعدة بيانات كرة القدم.إي يو (الإنجليزية)
- أحمد سلامة على موقع ناشيونال فوتبول تيمز (الإنجليزية)